# 죽음의 준비교육
죽음의 준비교육(death education)은 인간다운 죽음을 맞이하려면 어떻게 해야 하는가에 관한 교육이다.
반드시 방문하는 「죽음」을 응시하는 것에 의해서, 한정해 있는 「삶」을 충실시키는 것을 목적으로 하는 내용이 많다.

## 시초
죠오치 대학교 교수의 아르폰스 데이켄이, 1982년경부터 「죽음에의 준비 교육」을 제창하고 있다. 「죽음을 응시하는 것은, 삶을 끝까지 어떻게 소중히 살아 남는지, 자신의 삶의 방법을 되묻는 것이다.」라고, 데이켄은 주창하고 있다. 특히, 여생이 선고된 사람의 마음의 케어의 중요성을 호소하고 있다.
데이켄의 지지 단체로서는, 「도쿄·삶과 죽음을 생각하는 회」(1999년 5월 창립) 등이 결성되고 있다.

## 배경
근년이 되고, 「죽음에의 준비 교육」이 요구되게 되어 있다. 그 배경에는, 이하의 점을 들 수 있다.
1. 고령화 사회의 진행.
2. 병원내에서의 죽음의 급증. (현재는, 90%가 병원사가 되고 있다.)
3. 안이하고 무리한 연명 치료 등에 의한, 육방을 의료기기에 둘러싸인 「애처로운」 죽음의 급증.
4. 죽음의 정의의 애매화(뇌사와 심장사의 논쟁).
5. 「사는 것」의 의의의 상실과 그 만연.
6. 사회의 황폐와 그에 따른 자살이나 범죄의 증가.

이것들을 배경으로, 「인간답게 죽는 것」 「삶과 죽음이란 무엇인가?」의 의의가 추궁 당하게 되어 왔다.
미국에서는, 1960년대 후반부터 다양한 대학에서 죽음 교육(Death Education)을 해 왔다.
미네소타 대학의 로버트 풀톤 교수가 시작했다고 여겨지고 있다. 강의명은, 죽음 교육이 아니고, 죽음의 사회학이라는 명칭이었다.
1977년에는, 미국에서 학술 잡지 「죽음 교육」이 창간 되고 있다. 「죽음 교육」은, 「데스 스타디즈」로서 잡지명을 제목을 고쳐 현재도 출판되고 있다.

## 「삶과 죽음」을 테마로 하는 작품
「삶과 죽음」을 테마로 하는 작품(텔레비전 드라마, 영화, 만화, 소설 등)은 의사의 입장에서 그려진 작품과 환자의 입장에서 그려진 작품에 크게 나눌 수 있다.
일찍이, 「삶과 죽음」을 테마로 한 작품은, 입원하고 나서 병원에서 죽을 때까지의 환자의 「투병생활」을 그린 작품이 많았다.
그러나, 근래에는, 여생의 선고를 받은 사람의 「투병생활」이 아니고, 여생의 선고를 받은 사람이 「평상시의 생을, 어떻게 충실시킬까」나, 「인간다운 죽음이란 무엇인가?」에 시점이 놓여지는 작품이 눈에 띈다. 이 대표작에는, 「슛!」(축구 만화), 「내가 사는 길」(교사 드라마), 「생명의 릴레이」(논픽션) 「이키가미」(투병은 아니지만, 어느 사람이 「국가 번영 유지법」에 의해 나라로부터 사망 예고서를 받아 24시간 이내에 죽는다는 상황속에서, 어떻게 살아 어떻게 죽는지가 그려진다) 등이 있다.

## 같이 보기
- 사망학
- 사생관
- 호스피스
- 큐브라로스
- 종활